# Глас православља
Глас православља су биле новине Хрватске православне цркве у доба НДХ.
Новине су излазиле два пута мјесечно и штампане су у Загребу. Двије главне особе за уређивање листа биле су из Сријема, митрополит Гермоген и Василије Шурлан. Први број је изашао поводом Ускрса, 9. априла 1944. године, а посљедњи број је изашао на Ускрс наредне, 1945. године. Иако је лист позивао на сарадњу православне свештенике, та сарадња је изостала и у самом листу се мало писало о животу хрватске православне цркве. Лист је излазио све нередовније, и након годину дана, умјесто 24., изашао је посљедњи, 15. број. Издавач и одговорни уредник је био Црногорац Савић М. Штедимлија. Јоца Цвијановић, парох и управитељ митрополитске писаре је био уредник службеног дијела листа. Адреса редакције листа је била Дежелићева 4. Објављивани су разни програмски чланци усташке идеологије, а од црквених текстова, објављивани су радови владике далматинског др Никодима Милаша. У више бројева су објављивани чланци под истим насловом, Знаменити Хрвати православне вјере.